# Gran Premio de Emilia-Romaña de Motociclismo
El Gran Premio de Emilia Romaña de Motociclismo es una carrera de motociclismo de velocidad que ha formado parte del calendario del Campeonato del Mundo de Motociclismo en varias ocasiones, como segunda ronda en el circuito de Misano y para diferenciarlo del Gran Premio de San Marino
Surgido por primera vez en la temporada 2020 de MotoGP tras la cancelación de varias citas del calendario debido a la pandemia del coronavirus se disputó al duplicar las carreras en el circuito para completar el calendario. Del mismo modo y bajo la misma denominación, la cita repitió en el calendario de la temporada 2021 de MotoGP.
Para la temporada 2024 de MotoGP se volverá a disputar este Gran Premio con esta denominación para diferenciarlo de nuevo al Gran Premio de San Marino, para completar el calendario tras la suspensión de los grandes premios de Argentina, India y Kazajistán durante la temporada debido a problemas logísticos y con las promotoras de estas carreras.

## Ganadores del Gran Premio de Emilia-Romaña

### Ganadores múltiples (Pilotos)
| # Victorias | Piloto          | Victorias | Victorias    |
| # Victorias | Piloto          | Categoría | Años Ganador |
| ----------- | --------------- | --------- | ------------ |
| 2           | Enea Bastianini | Moto2     | 2020         |
| 2           | Enea Bastianini | MotoGP    | 2024         |

### Ganadores múltiples (Constructores)
| # Victorias | Constructor | Victorias | Victorias        |
| # Victorias | Constructor | Categoría | Años Ganador     |
| ----------- | ----------- | --------- | ---------------- |
| 3           | Kalex       | Moto2     | 2020, 2021, 2024 |
| 2           | Honda       | MotoGP    | 2021             |
| 2           | Honda       | Moto3     | 2021             |

### Por año
Nota: las ediciones que no formaron parte del Campeonato Mundial de Motociclismo tienen fondo rosa.
| Año         | Circuito     | MotoE              | MotoE        | MotoE          | MotoE        | Moto3         | Moto3        | Moto2            | Moto2        | MotoGP           | MotoGP       |
| Año         | Circuito     | Carrera 1          | Carrera 1    | Carrera 2      | Carrera 2    | Moto3         | Moto3        | Moto2            | Moto2        | MotoGP           | MotoGP       |
| Año         | Circuito     | Piloto             | Constructor  | Piloto         | Constructor  | Piloto        | Constructor  | Piloto           | Constructor  | Piloto           | Constructor  |
| ----------- | ------------ | ------------------ | ------------ | -------------- | ------------ | ------------- | ------------ | ---------------- | ------------ | ---------------- | ------------ |
| 2024        | Misano       |                    |              |                |              | David Alonso  | CFMoto       | Celestino Vietti | Kalex        | Enea Bastianini  | Ducati       |
| 2023 - 2022 | No disputado | No disputado       | No disputado | No disputado   | No disputado | No disputado  | No disputado | No disputado     | No disputado | No disputado     | No disputado |
| 2021        | Misano       |                    |              |                |              | Dennis Foggia | Honda        | Sam Lowes        | Kalex        | Marc Márquez     | Honda        |
| 2020        | Misano       | Dominique Aegerter | Energica     | Matteo Ferrari | Energica     | Romano Fenati | Husqvarna    | Enea Bastianini  | Kalex        | Maverick Viñales | Yamaha       |